# Корретхер, Милли
Мила́грос Нинне́т «Ми́лли» Корре́тхер Мальдона́до (исп. Milagros Ninnete «Millie» Corretjer Maldonado; 18 апреля 1974, Сан-Хуан, Пуэрто-Рико) — пуэрто-риканская певица.

## Биография
Милагрос Ниннетт Корретхер Малдонадо родилась 18 апреля 1974 года в Сан-Хуане (Пуэрто-Рико).
Милли начала карьеру в 1989 году в качестве телеведущей шоу «La Ola Nueva». Корретхер начала карьеру певицы в 1995 году и к 1999 году она выпустила три музыкальных альбома:
- Sola (Alone) (1995)
- Emociones (Emotions) (1997)
- Amar es un Juego (1999).

Также снимается в кино.
С 5 октября 2001 года Милли замужем за боксёром Оскаром Де Ла Хойя (род.1973), с которым она встречалась год до их свадьбы. У супругов есть двое детей — Оскар Гэбриел Де Ла Хойя (род.29.12.2005) и Нина Лорен Нинетт Де Ла Хойя (род.29.12.2007).